# 2011年9月臺灣
| << | 2011年9月 （民國100年） | >> |    |    |    |    |
| \| 日 \| 一 \| 二 \| 三 \| 四 \| 五 \| 六 \| \| \| \| \| \| 1 \| 2 \| 3 \| \| 4 \| 5 \| 6 \| 7 \| 8 \| 9 \| 10 \| \| 11 \| 12 \| 13 \| 14 \| 15 \| 16 \| 17 \| \| 18 \| 19 \| 20 \| 21 \| 22 \| 23 \| 24 \| \| 25 \| 26 \| 27 \| 28 \| 29 \| 30 \| \| \| \| \| \| \| \| \| \| |                         |    |    |    |    |    |
| 臺灣新聞動態／維基新聞 |                         |    |    |    |    |    |
| 世界／中国大陆／臺灣 |                         |    |    |    |    |    |
| 日 | 一                      | 二 | 三 | 四 | 五 | 六 |
| |                         |    |    | 1  | 2  | 3  |
| 4 | 5                       | 6  | 7  | 8  | 9  | 10 |
| 11 | 12                      | 13 | 14 | 15 | 16 | 17 |
| 18 | 19                      | 20 | 21 | 22 | 23 | 24 |
| 25 | 26                      | 27 | 28 | 29 | 30 |    |
| |                         |    |    |    |    |    |

## 9月1日
- 【社福】自同日起，新北市社會局「預防走失手鍊」擴大到各區公所辦理。[1]

## 9月2日
- 親民黨發言人今天證實，親民黨主席宋楚瑜將在2011年9月15日宣布參選總統，只要連署超過100萬人就會參選，就會角逐2012大位，宋楚瑜在15日之前會公告副手，20日之前，就會到中選會領表。[2]

## 9月3日
- 台大醫院副院長張上淳同日指出，目前已為「愛滋器捐案」4名受害病患組成個別獨立醫療團隊，現重心於醫療照顧，將採以預防藥物用藥3個月，以評估是否感染愛滋病毒，並持續追蹤半年。[3]

## 9月4日
- 【電影】魏德聖導演的史詩電影《賽德克·巴萊》於臺北市凱達格蘭大道夜間封道舉行臺灣首映，主要拍攝製作人員與資助者總統馬英九、民進黨主席蔡英文等，均受邀與會。[4][5]

## 9月9日
- 民進黨總統參選人蔡英文宣布其副手人選為民進黨秘書長蘇嘉全，「英嘉配」正式成軍。[6]

## 9月13日
- 民進黨籍立委簡肇棟，於11日深夜11時48分，涉嫌在台中大里開車輾過一名路人後逃逸，傷者送醫後於12日中午傷重不治死亡。警方獲報後，於13日上午傳喚到案說明，後以20萬元交保。晚間召開記者會宣佈辭立委並退出下屆立委選舉。
- 空軍401聯隊兩架F-5系列戰機晚間在宜蘭海域執行例行夜航訓練時，在蘇澳近郊的東澳嶺撞山墜毀，機上三名飛官全部罹難。[7][8]

## 9月18日
- 台北富邦所屬的運彩科技公司，發行運動彩券，爆發主管利用職權作弊，詐領彩金。[9]

## 9月22日
- 行政院主計處新聞稿發布指出，民國100年（2011年）八月份人力資源調查統計結果，八月失業率為4.45%，較上月上升0.04個百分點，較上年度八月份則降0.72個百分點。八月就業率，較上月上升0.28個百分點，較上年度八月份亦增2.01個百分點。就業方向與上月比較，主要增加偏向在服務部門（0.45%）、工業部門（0.07%）、農業部門則減少（0.20%）。但若與上一年度同月比較，服務部門增加（1.87%）、工業部門增加（2.58%）、農業部門減少（0.44%）。[10]

## 9月26日
- 國際新聞協會（International Press Institute）第六十屆年會於台北舉辦，協會提出報告，光是今年國際間就有82位記者、因為採訪而喪命。[11]

## 9月27日
- 高雄榮總骨科部今天召開「骨瘤新療法」記者會，公布臨床7例成功案例。骨折科主任張維寧說，過去治療巨型或惡性骨瘤病患，醫生考慮患處手術，通常選擇全腿切除療法，但現可以採用「液態氮低溫冰凍」新療法，讓病患免於截肢命運。[12]
- 新北市衛生局今天表示，今年公費流感疫苗將於10月1日起開打，為擴大保護市民健康，除公費接種對象外，設籍新北市60歲到 64歲民眾及國小五、六年級學童也可免費接種。[13]
- 高雄市六龜區農會木瓜產銷班獲選為今年全國10大績優產銷班，班長邱璿斌表示，產銷班調節產期、嚴格管理，送到台北農產運銷公司拍賣的價格都高出平均拍賣價格3成。[14]
- 台北市政府都市發展局長丁育群表示，110戶大龍峒公營住宅將於10月18日到11月18日接受申請，經過申請者資格審核後，將統一公開抽籤。第1租期租賃期限為3年。[15]

## 9月29日
- 工研院研發出便宜、少維修、壽命長的「低碳能源發電ORC系統」將回收攝氏230度以下的低溫熱能，藉以產生電力替代石化燃料，初步估計此工業餘熱可創發電量達2GW到3GW，年產值45億元到50億元，年減碳量1,600萬公噸。[16]

## 9月30日
- 第21屆醫療奉獻獎名單發布得獎名單，包括宋瑞樓（中央研究院院士）、林仁鑫（醫師）、謝國雄（醫師）、吳美玉、黃純德（醫師）、何華珍（修女）、曲立皓（醫師）、阮議賢（醫師）等八人獲得個人獎。[17][18]